# Pietro Aprile
Pietro Aprile (* um 1481 in Carona; † 17. Oktober 1558 in Carrara) war ein schweiz-italienischer Unternehmer und Bildhauer der Frührenaissance.

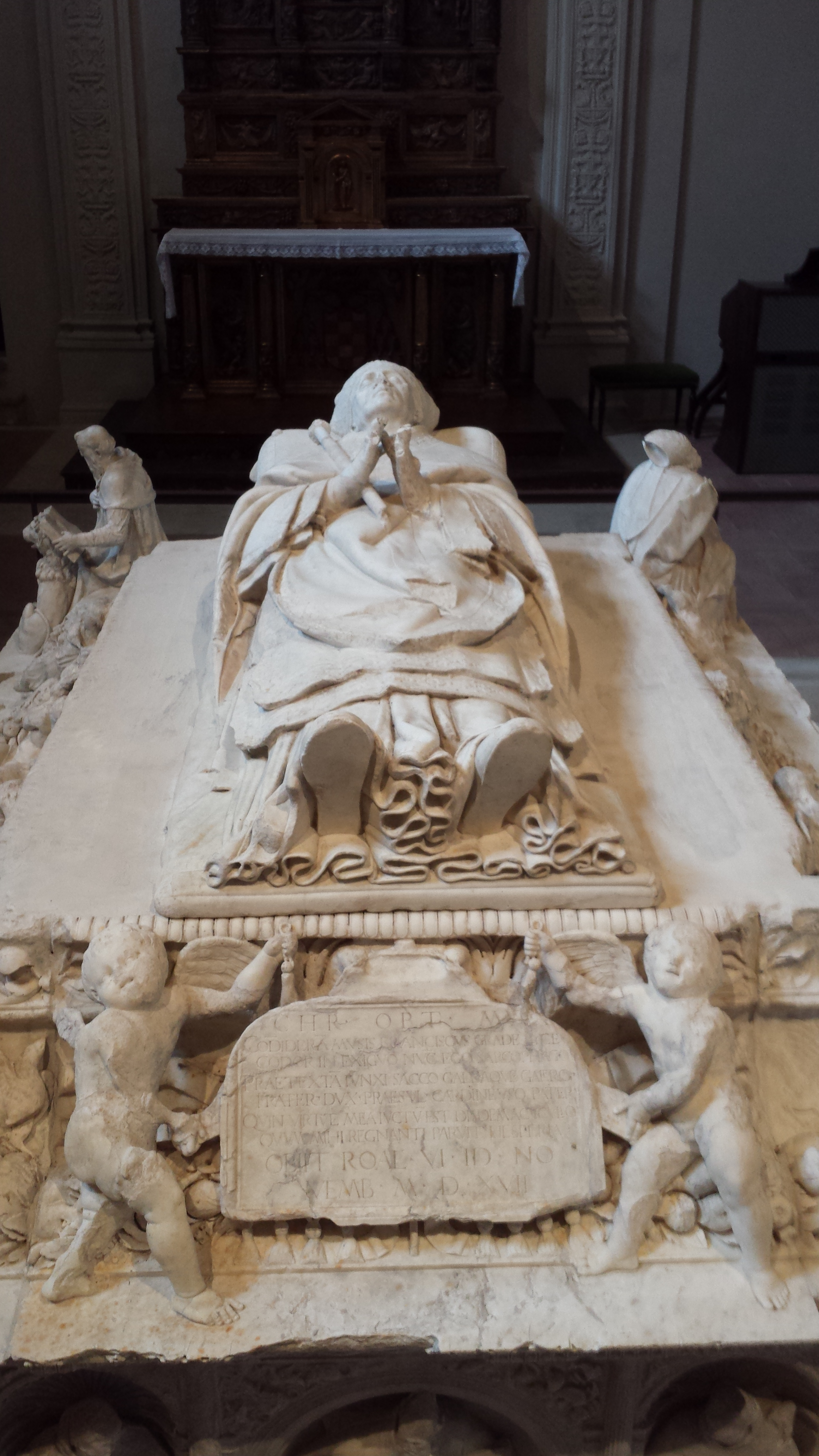
Pietro Aprile: Grabmal des Kardinals Cisneros in Alcalá de Henares

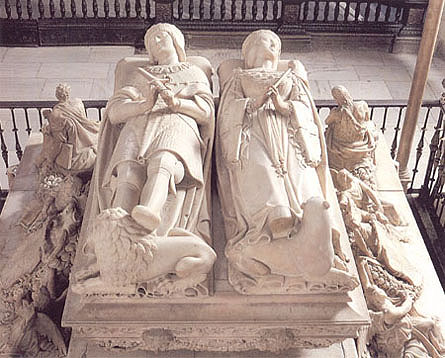
Pietro Aprile: Grabmal für Philipp I. und Johanna in der Capilla Real in Granada

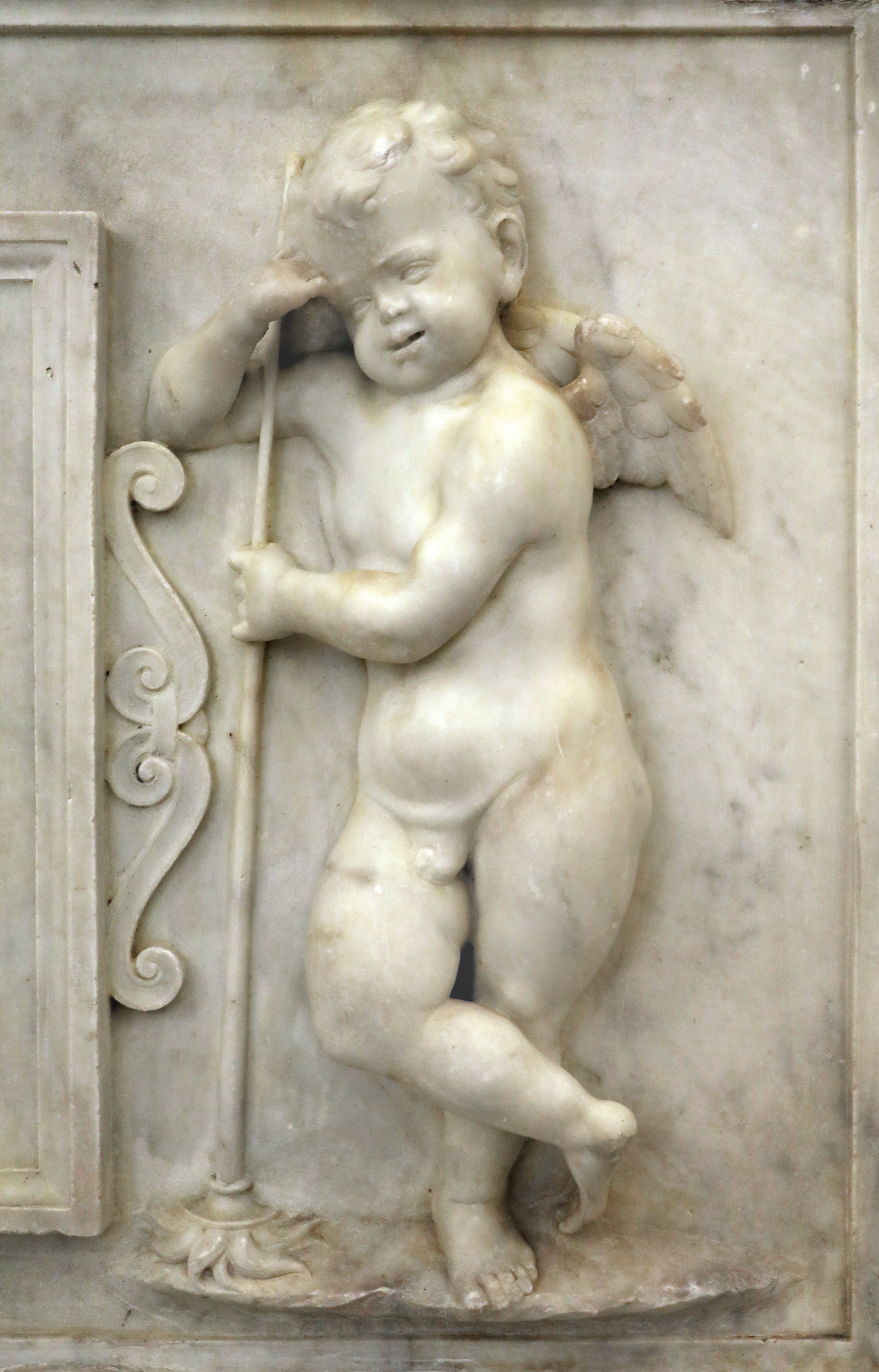
Pietro Aprile: Begräbnisgenie. Grabmal für Eleonora Malaspina, um 1517.

## Leben
Pietro war Sohn des Giovanni und älterer Bruder des Giovanni  Antonio und Antonio Maria. Sein Name wird schon gegen Ende des 15. Jahrhunderts in Genua genannt. Seit 1504 ist er bis 1558 wechselnd in Genua und Carrara nachweisbar. Speziell in Carrara übernahm er künstlerische Aufträge. Im Jahr 1507 lieferte er ein Marmortabernakel für einen Geistlichen um den bescheidenen Preis von 5 Lire. 1514 wird er nebst seinem Bruder in Carrara neuerlich erwäht. Für den Dom von Pisa schuf er 1516 eine Madonnenstatue. In demselben Jahre 1516 wurde dem Künstler der Auftrag auf ein Grabmal der Eleonora  Malaspina, Marchesa von Massa († 1515), Gemahlin des Scipione Fieschi, erteilt (verschollen). Seit 1512 sehen wir Pietro auch in Verbindung mit Spanien. Am 1. September dieses Jahres wurde bei ihm und Antonio  Maria Aprile eine Fontäne für das Schloss La Calahorra in der Sierra Nevada bestellt; dieselbe sollte aus einem großen Becken und einer darüber befindlichen kleineren Schale bestehen und reich mit Figuren und Reliefs verziert sein und ist 1517 fertiggestellt worden (jetzt verschwunden).
Sein Name scheint infolge dieses Werkes in Spanien so geachtet worden zu sein, dass der spanische Bildhauer Bartolomé Ordóñez aus Burgos († 1520) in seinem Testament dem Pietro zusammen mit Marco de’ Rossi die Vollendung der von ihm begonnenen Grabmäler des Francisco Jiménez de Cisneros und des Königs Ferdinand des Katholischen und Isabellas von Kastilien übertrug. Die beiden Künstler arbeiteten an diesen Werken noch 1525 und erst am 20. August 1529 erfolgte die Schlussquittung der vollen Bezahlung für die vollendete Arbeit. Das Grab des Kardinals Jiménez fand seine Stelle in Sankt Ildefonso (Universitätskapelle) in Alcalá de Henares. Auch das Grab des Antonio da Fonseca hat Pietro nach des Ordonez Tode vollendet.
Im Jahr 1522 stand Pietro, ein Geschäftsunternehmer in großem Stile, auch mit Michelangelo in Beziehung, dem er Marmor für die Fassade von San Lorenzo in Florenz lieferte. Bauliche und dekorative Arbeiten, zu denen er sich dem Fadrique Enríquez de Ribera (* ca. 1470; † 6. November 1539), Marques von Tarifa, gegenüber am 31. Januar 1528 in Genua zusammen mit seinem Bruder Antonio Maria und Bernardino Gaggini verpflichtete, scheint er nicht ausgeführt zu haben, da derselbe Auftrag am 10. September 1529 an Antonio Maria allein gegeben wurde. In seinen späteren Jahren sehen wir den Künstler zumeist von Carrara aus wieder in Verbindung mit seiner lombardischen Heimat. Er lieferte Marmor für die Fassade der Certosa di Pavia, für den Dom zu Como. Zum letzten Mal erscheint sein Name am 17. Oktober 1558 anlässlich einiger Besorgungen in Carrara für den Bildhauer Giovanni Giacomo Paracca genannt il Valsoldo in Genua.